# Museu da Lucerna
O Museu da Lucerna é um museu monotemático localizado na vila de Castro Verde, na região do Baixo Alentejo, em Portugal.

## Descrição
O museu está situado no Largo Vitor Prazeres, no centro da vila de Castro Verde. Foi criado para preservar e divulgar um conjunto de cerca de um milhar de lucernas romanas em barro, utensílios romanos que serviam para iluminação. De acordo com a revista National Geographic, em 2018 era considerado como o maior conjunto de lucernas romanas no mundo. Estas lucernas, datadas entre os séculos I e III d. C., foram encontradas em 1994 durante trabalhos arqueológicos na povoação de Santa Bárbara de Padrões, junto à igreja e do cemitério. O local onde foram encontradas poderá ter sido um bouthros, ou seja, um depósito secundário de um santuário, que estaria situado nas proximidades. Com efeito, em Santa Bárbara de Padrões e nos seus arredores foram encontrados importantes vestígios do período romano, destacando-se a presença de um grande edifício em redor da igreja, que poderia ter sido uma basílica paleocristã.
Quase todos os exemplares das lucernas são diferentes uns dos outros, destacando-se pelos seus variados motivos decorativos, que incluem quadros da vida diária, cenas mitológicas, e representações de animais e diversos objectos. Aos visitantes é prestava informação detalhada sobre as lucernas, incluindo as várias formas existentes, os métodos de produção, os nomes dos artistas oleiros, e a forma como marcavam as suas peças através de símbolos. Numa parte do museu foi feita uma recriação da vala das lucernas, um corte na rocha onde foram depositadas milhares de candeias, ao longo de cerca de quatrocentos anos. O museu também funciona como um centro de investigação sobre lucernas, tendo organizado um detalhado catálogo científico para consulta por parte de especialistas e estudantes. Inclui igualmente espaços para exposições temáticas e temporárias, principalmente sobre a história do período romano.
O museu possui um pequeno núcleo na localidade de Santa Bárbara de Padrões.

## História
O museu foi inaugurado em 2004, tendo sido fundado no âmbito de um acordo de colaboração entre a autarquia e a Cortiçol - Cooperativa de Informação e Cultura de Castro Verde. Está instalado num antigo armazém da fabrica de Moagem Prazeres e Irmão, remodelado no interior e adaptado a espaço museológico para receber os milhares de lucernas.[carece de fontes?]
Um dos principais impulsionadores da criação do museu foi o arqueólogo Manuel Maria Maia, que, em conjunto com a sua esposa, Maria Pereira Maia, fez vários importantes trabalhos de investigação no concelho, como a descoberta do depósito de lucernas em Santa Bárbara de Padrões, e a inventariação dos locais arqueológicos no município. Exerceu igualmente como conservador do museu até ao seu falecimento, em Setembro de 2021.
Em 2015, o Museu lançou o livro Cadernos do Museu da Lucerna, onde foram compiladas as actas da Mesa-Redonda "As Lucernas Ditas Mineiras", evento que decorreu no museu em Novembro de 2013, e que reuniu investigadores portugueses e espanhóis. O segundo volume dos Cadernos do Museu da Lucerna foi publicado em 2017, e reúne as actas da Mesa-Redonda "Turdetânia e Turdetanos", realizada naquele espaço em Novembro de 2014, na qual marcaram presença importantes investigadores sobre a Proto-História do Sudoeste Peninsular.